# Щитов, Алексей Анатольевич
Алексей Анатольевич Щитов (род. 25 июня 1976, Балахна, Горьковская область, РСФСР, СССР) — российский художник и скульптор, член Московского и Российского Союзов Художников (с 2010 года). Участник многочисленных выставок, симпозиумов и фестивалей по скульптуре в России и за рубежом (США, Япония, Канада, Голландия, Италия, Испания, Южная Корея, Сингапур, Колумбия и т. д.). Автор многочисленных монументов, мемориалов и художественных композиций установленных в различных городах России.

## Творчество
Автор нескольких памятников Нижнего Новгорода (императору Петру I, митрополиту Николаю (Кутепову), святым благоверным князьям Петру и Феврони, святителю Алексию, кораблестроителю Николаю Жаркову, профессору Преображенскому и псу Шарику). Скульптура «Защитник» (2005) выставлена в парке скульптур Музеон.
Анализируя роль нижегородских монументов первой четверти XXI века в формировании архитектурной среды Нижнего Новгорода и говоря о работах скульптора А. А. Щитова академик РААСН, профессор А. Л. Гельфонд отмечает, например, что при создании памятного знака труженикам тыла «архитектор С. А. Тимофеев шел в своих поисках от изначальной композиции скульптора Алексея Анатольевича Щитова».
А обращаясь к более камерному произведению скульптора Щитова (архитектор С. А. Тимофеев) — памятнику митрополиту Нижегородскому и Арзамасскому Николаю (Кутепову), А. Л. Гельфонд пишет:
Главной идеей архитектора и скульптора было удержать свободное пространство вокруг монумента, предложив сосредоточиться и задуматься перед скульптурой. Бронзовая статуя изображает Н. В. Кутепова, сидящим на кушетке, которая установлена на камне без плинта для максимального приближения к зрителю. Митрополит одновременно полон созерцания, углублен в свои мысли мудрого человека и смотрит на любимый город, ведь с этой точки открывается прекрасный широкий вид на заречные дали.
Скульптура А. А. Щитова «Купец с самоваром» (2023) в Нижнем Новгороде изображена на почтовой марке, вышедшей в 2025 году в серии «Современное искусство России».

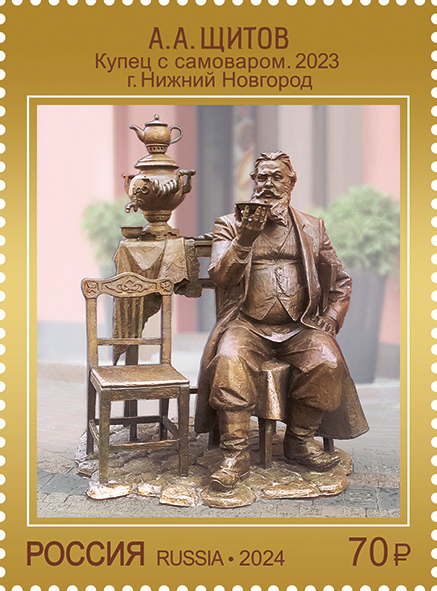
Скульптура «Купец с самоваром» (Нижний Новгород) на почтовой марке
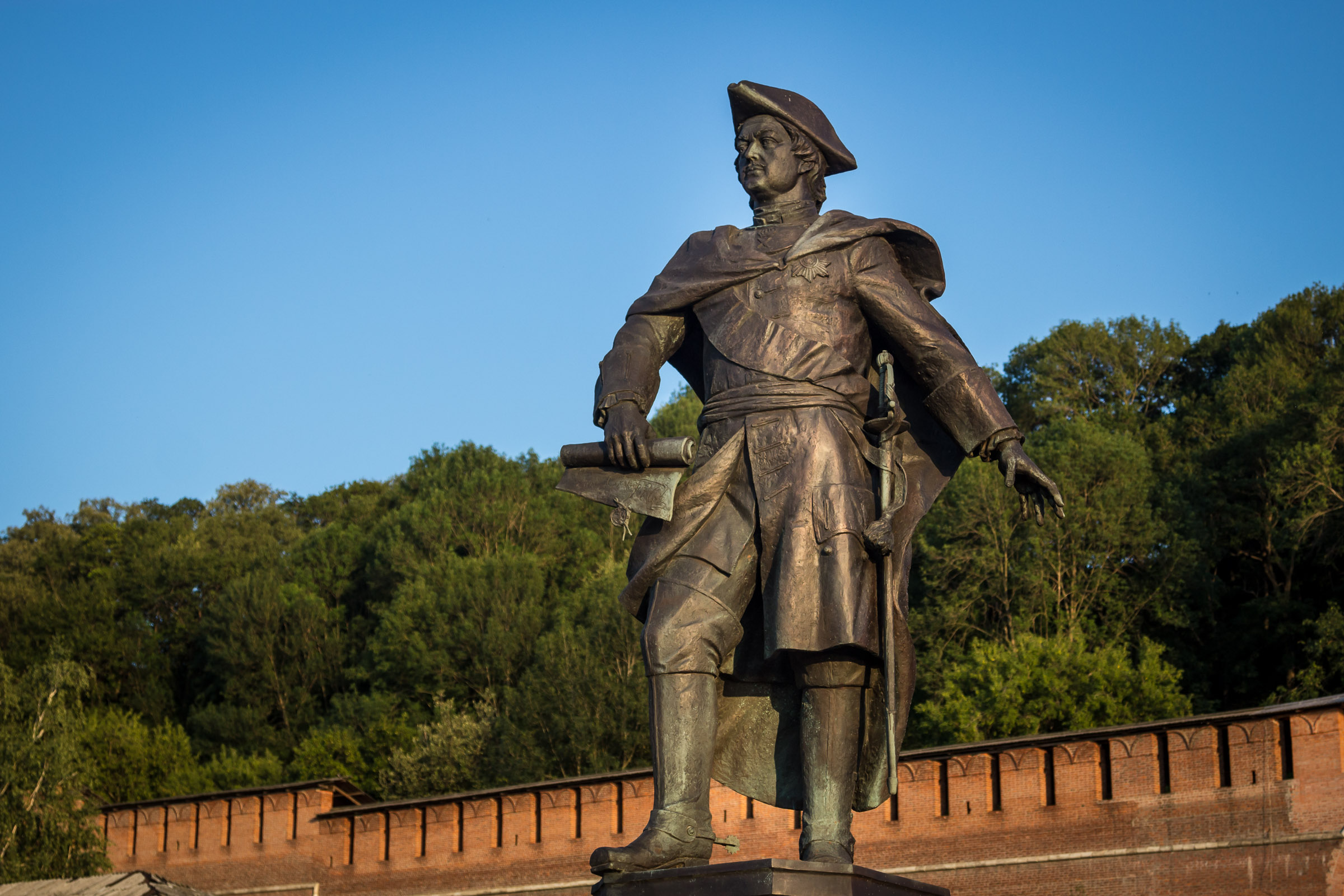
Памятник Петру I (Нижний Новгород)
Памятник горьковчанам — доблестным труженикам тыла (Нижний Новгород)
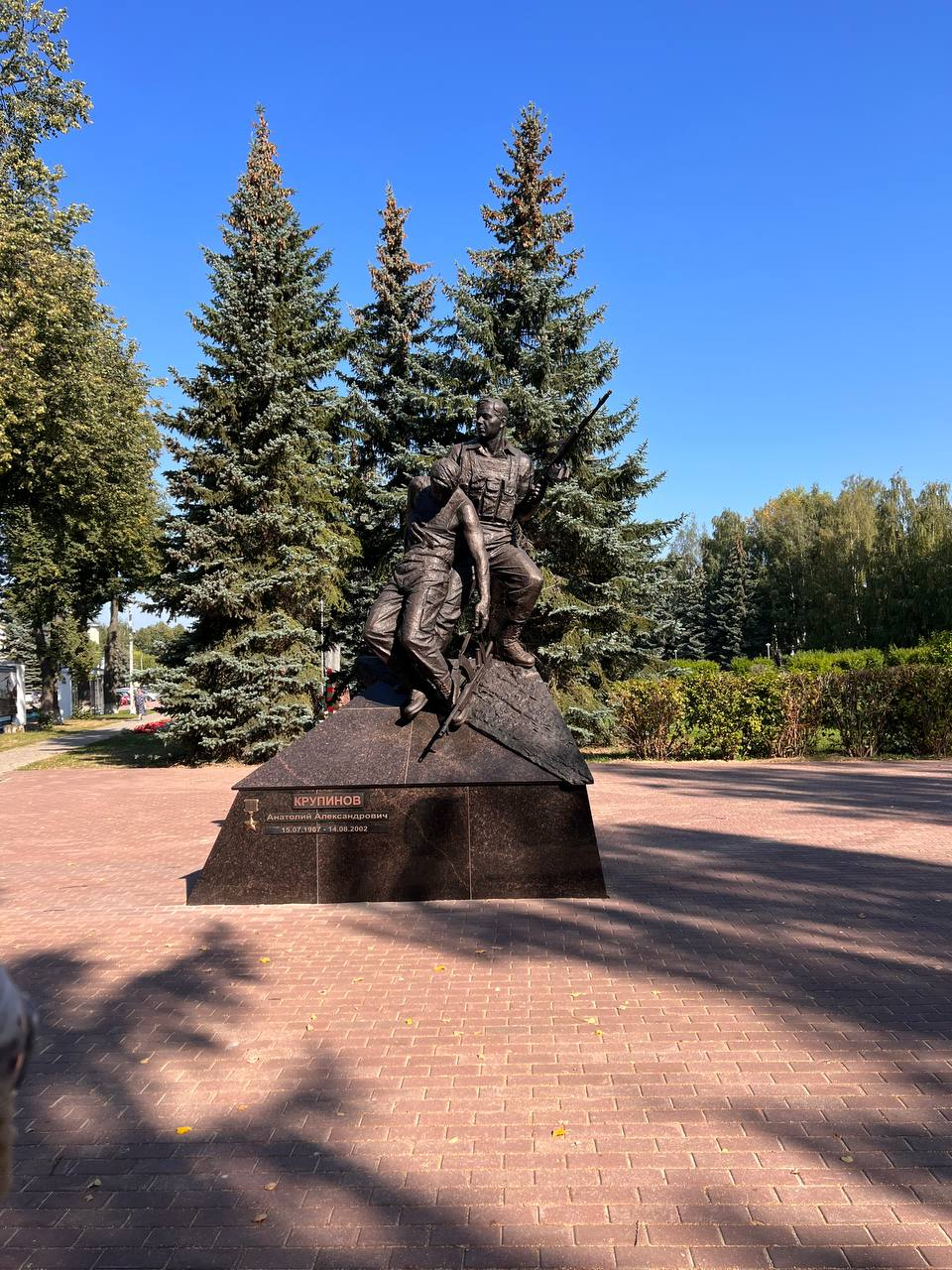
Памятник Анатолию Крупинову (Городец)
Памятник Петру и Февронии (Нижний Новгород)
Скульптурная группа «Профессор Преображенский и Шарик» (Нижний Новгород)